# Stéphane Klimek
Pour les articles homonymes, voir Klimek.
Stéphane Klimek, né le 4 mars 1928 à Roche-la-Molière dans le département de la Loire et mort le 13 février 2019 à Saint-Priest-en-Jarez, est un coureur cycliste français, professionnel de 1955 à 1960.

## Palmarès
- 1956
  - 2e étape de Lyon-Montluçon-Lyon
  - 2e de Bourg-Genève-Bourg
  - 3e du Grand Prix du comptoir des tissus
- 1957
  - Grand Prix de Thizy
  - 3e du Grand Prix du comptoir des tissus
- 1958
  - Grand Prix de Cours-la-Ville
  - Grand Prix Brandt
  - 2e du Grand Prix de Thizy
  - 3e de Annemasse-Bellegarde et retour
- 1959
  - 2e du Grand Prix de Thizy
  - 2e du Circuit d'Auvergne
- 1960
  - Grand Prix des chaussures Léon Daniel
  - 2e du Grand Prix de Thizy
  - 2e du Grand Prix des Foires d'Orval
- 1961
  - 2e du Grand Prix de Châtel-Guyon
- 1962
  - 2e du Circuit des Monts du Livradois